# Municipio de Sylvania (Ohio)
El municipio de Sylvania (en inglés, Sylvania Township) es un municipio del condado de Lucas, Ohio, Estados Unidos. Tiene una población estimada, a mediados de 2023, de 50 759 habitantes.

## Geografía
Está ubicado en las coordenadas 41°41′39″N 83°43′14″O / 41.69417, -83.72056. Según la Oficina del Censo, tiene una superficie total de 73.5 km², de los cuales 73.3 km² corresponden a tierra firme y 0.2 km² están cubiertos de agua.

## Demografía
Según el censo de 2020, en ese momento había 50 679 personas residiendo en la zona. La densidad de población era de 691.4 hab./km². El 85.39% de los habitantes eran blancos, el 4.20% eran afroamericanos, el 0.14% eran amerindios, el 3.75% eran asiáticos, el 0.02% eran isleños del Pacífico, el 0.97% eran de otras razas y el 5.52% eran de una mezcla de razas. Del total de la población, el 4.02% eran hispanos o latinos de cualquier raza.